# Штрицель
Штрицель (нім. Striezel або Strietzel) — вид випічки на дріжджовому тісті, поширений в Центральній Європі, пиріг зазвичай з маковою або яблучною начинкою в австрійській та німецькій кухні. Зазвичай має довгасту форму як штолен (Штрицель — синонім штолену, різдвяний базар в Дрездені, наприклад, називається Штрицельмаркт).